# Jean-Henri Tugnot de Lanoye
Pour les articles homonymes, voir Tugnot de Lanoye.
Jean Henri Tugnot de Lanoye, né le 24 juin 1744 à Dommartin-sur-Vraine (Vosges), mort le 25 août 1804 à Auvet (Haute-Saône), est un général de brigade de la Révolution française.

## Famille
Il est le fils de Henry Tugnot et de Jeanne Deville. Il épouse Claude-Françoise Parisot le 17 juillet 1766 à Membrey.

## États de service
Il entre en service en 1756, en qualité de lieutenant au régiment de grenadiers royaux de le Camus, où son père et trois de ses oncles sont capitaines. Il participe avec ce corps, à la guerre de Sept Ans, et il se distingue au passage du Weser le 16 juillet 1757 et à la prise de Cassel. En 1763, il est nommé capitaine dans le bataillon provincial de Toul, qu’il suit en 1782 aux îles de Ré et d’Oléron, et il est fait chevalier de Saint-Louis en 1783.
Le 30 septembre 1791, il est élu lieutenant-colonel commandant le 4e bataillon de volontaire de la Haute-Saône, et il sert de 1792 à 1794, à l’armée de la Moselle. Il est nommé colonel le 8 mars 1793, au 8e régiment d’infanterie de ligne, et le 5 juin suivant, il prend le commandement de la place de Longwy, où la société des Jacobins le dénonce comme royaliste. Il est arrêté, puis remis en liberté, et il rejoint son régiment à l’armée de la Moselle.
Il est promu général de brigade provisoire le 29 avril 1794, par le représentant en mission Élie Lacoste, et le 23 juillet 1794, il est appelé au commandement des 3e et 4e divisions militaires de l’armée de la Moselle. Il  participe à la prise de Trèves le 8 août 1794, ainsi qu’au combat de la Montagne Verte.
Le 4 janvier 1795, il commande la 2e brigade de la division du général Desaix à l’armée de Mayence, puis à l’armée de Rhin-et-Moselle le 20 mars 1795. En juin 1795, il est nommé commandant adjoint des 3e et 4e divisions militaires à Metz, et le 13 juin, il n’est pas inclus dans la réorganisation des états-majors. Il est mis en congé de réforme le 1er septembre 1795, et le 5 octobre suivant, il prend une part active dans l’éradication des émeutes lors de l’Insurrection royaliste du 13 vendémiaire an IV.
Il est réadmis au service actif le 8 octobre 1795, comme chef de brigade, et le 15 octobre, il retrouve son grade de général de brigade. Il commande la place de Metz le 20 octobre 1795, et il est transféré à la réforme le 1er novembre 1796.
Le 13 juin 1797, il est rappelé au commandement temporaire de la place de Douai, puis le 12 octobre il commande le département du Nord. Le 10 février 1799, il est affecté dans la 24e division militaire à Bruges, puis il commande en second les départements de la Lys et de l’Escaut. Le 14 décembre 1801, il est mis en non activité, et il est admis à la retraite le 8 septembre 1802.
Il meurt le 25 août 1804, à Auvet.
Il avait pour frère Henry-Joseph Tugnot de Lanoye (1757-1827), chef d'escadron des armées royales, chevalier de l’ordre royal et militaire de Saint-Louis et de l’ordre royal de la Légion d’honneur, maire de la commune de Lugny (Saône-et-Loire) de 1815 à 1827.

## Pour approfondir